# Mladež Hrvatske demokratske zajednice
Mladež Hrvatske demokratske zajednice (kratica: MHDZ i Mladež HDZ-a) je politički podmladak Hrvatske demokratske zajednice. 
Osnovana je 13. rujna 1990. godine. Unutar Hrvatske demokratske zajednice MHDZ ima status zasebne organizacijske cjeline, ali nema status pravne osobe. Ona okuplja članove HDZ-a od 18 do 30 godina, a članovi Mladeži HDZ-a mogu postati osobe od 16 do 18 godina starosti. Predsjednik organizacije je Maksimilijan Šimrak.

## Politički profil
Kao podmladak Hrvatske demokratske zajednice, mladež okuplja mlade ljude unutar HDZ-a, temeljene na demokršćanskom svjetonazoru. MHDZ se u svojoj Programskoj deklaraciji od 2004. vidi kao: 
- narodnjački - tj. okupljaju sve slojeve hrvatskog naroda i drugih građana Hrvatske, čiji se program temelji na domoljublju, načelima demokracije i kršćanske civilizacije te drugim vrijednostima koje su u tradiciji hrvatskoga naroda;
- socijalni - zalažu za sve ljude u društvu, pogotovo one slabije;
- konzervativni i napredni, smatraju da dokazano mijenjaju samo tada, kada su novo spoznali kao uistinu boljim;
- slobodnjački - promiču ideju i sustav slobode za svakog i svugdje;
- nacionalno svijesni i državotvorni - promiču hrvatski nacionalni interes, čuvaju tradiciju i identitet hrvatskoga naroda i vrijednosti Domovinskog rata.

## Povijest

### MHDZ u doba Franje Tuđmana (1989. – 1999.)

#### Sekcija za mladež Inicijativnog odbora HDZ-a
Unutar Inicijativnog odbora HDZ-a koji je osnovan 3. travnja 1989. formirano je osam radnih odbora, među kojima i Odbor za mladež. Na zagrebačkom Tuškancu 25. travnja 1989. formirana je na tajnom sastanku Sekcija za mladež HDZ-a. Druga sjednica održana je 16. svibnja 1989., vodili su je Perica Jurić, Ivan Tadić i Mario Kapulica. Kapulica je ubrzo izabran za voditelja Mladeži HDZ-a, a formuliran je i prvi dokument u 14 točaka vezan uz okupljanje i poglede mladih. Djelovanje Sekcije za mladež odvijalo se prije samog strukturiranja stranke. Njezina je funkcija uglavnom bila usmjerena na okrupnjavanje HDZ-a i uključivanje mladih u stvaranje ogranaka stranke.
Definiranje u statutu HDZ-a
Na Prvom Općem saboru HDZ-a održanog 24. i 25. veljače 1990. u sklopu donošenja novog statuta stranke, definira se da osobe od 14 do 25 godina mogu postati članovi Mladeži HDZ, a od 7 do 14 godina članovi Podmlatka HDZ. U sklopu 12 referata o programskim osnovama HDZ-a u izborima, među njima bila je i tema „Mladež i HDZ“. Uloga izvjestitelja o toj temi pripala je Mariu Kapulici. 
Osnivanje i prve godine
Poradi velikog broja mladih ljudi angažiranih u osnivanju Hrvatske demokratske zajednice, koja je tada imala obilježja nacionalnog i demokratskog pokreta, odlukom Izvršnog odbora HDZ-a, 13. rujna 1990. osnovano je Povjerenstvo za mladež HDZ-a.

Povjerenstvo je činilo sedam članova, za predsjednika Povjerenstva imenovan je Mario Kapulica. Na njegov je prijedlog Povjereništvo za mladež činili su još Tomislav Krušić, Tomislav Vukojević, Andro Krstulović Opara, Jakov Ljubičić, Nikola Gačić i Ana Radić. Zadaća tog povjerenstva bila je uključivanje mladih u konkretan stranački život po uzoru na narodnjačke i demokršćanske stranke u Europi. Ubrzo se u bivšim općinama osnivaju Klubovi Mladeži HDZ-a, regionalni centri postaju Osijek, Split i Rijeka. Sastav Povjereništva se tijekom 1991. mijenjao, istaknuti članovi postaju Ante Baković koji se imenuje dopredsjednikom, Zdeslav Milas, povjerenikom za iseljeništvo i Gordan Hanžek, osnivačem zagrebačke Mladeži HDZ.

U studenome 1990. Povjerenstvo sa studentskim predstavnicima priprema osnivanje zasebne studentske organizacije Hrvatsku akademsku zajednicu koja je bila prva nekomunistička studentska organizacija nakon 1971. i okupljala državotvorne studene. Na jesen 1996. izlazi na prve studentske izbore. 
Povjerenstvo je organizator Prvi svjetski sabor hrvatske mladeži, koja je 2. – 4. travnja 1991. u koncertnoj dvorani Vatroslav Lisinski okupila 2000 predstavnika različitih organizacija hrvatske mladeži iz Hrvatske, Bosne i Hercegovine i dijaspore, potom s još desetak udruga mladeži osniva krovnu organizaciju Nacionalni savez mladeži Hrvatske. Uoči početka Domovinskog rata mnogi odlaze na bojište, a rad Povjerenstva i Klubova i podređeno je obrani i prikupljanju humanitarne pomoći iz inozemstva. 

MHDZ postaje organizacija
Stranački rad se oživljava na proljeće 1992., te se u od 2. do 4. srpnja 1992. u Puli održava 1. Konvencija, na kojom sudjeluje 350 izaslanika iz Hrvatske i iseljeništva. U ime HDZ-a sudjeluje i tadašnji predsjednik Izvršnog odbora Stipe Mesić. Na Konvenciji se MHDZ definira kao stranački podmladak HDZ-a, te usvaja Programsku Povelju, Pravilnik i bira novo vodstvo na mandat od dvije godine. Za nacionalnog predsjednika izabran je Mario Kapulica, a za glavnog tajnika Artur Gedike. Nacionalni dopredsjednici predstavljaju četiri ključne hrvatske makroregije, a peta predstavlja iseljeništvo.  Dobna granica za članstvo se povećava s 25 na 30 godina starosti.  
Na 2. Općem saboru HDZ-a 15. i 16. listopada 1993. MHDZ se definira u stranačkom statutu i dobiva zasebni oblik organiziranja. Od tada predsjednici stranačke mladeži ulaze po položaju u odbor HDZ-a dotične razine, nacionalni predsjednik Mladeži postaje član Predsjedništva HDZ-a. 

Stranačka mladež profilira se političkim temama
U sukobu u travnju i svibnju 1994. između tadašnjeg predsjednika Hrvatskog sabora Josipa Manolića i predsjednika Republike Franje Tuđmana, MHDZ gotovo jednoglasno daje potporu Tuđmanu, prije svega iz ideološkog uvjerenja mladih aktivista da se bivši dužnosnici UDBA-e trebaju povući iz javnog djelovanja. 
Nategnuta politička situacija zbog neučinkovitosti UNPROFOR-a i održavanja status quo na crti razdvajanja bila je u središtu rasprave na 2. Konvenciji MHDZ-a održanoj 7. i 8. srpnja 1994., koja je održana u Osijekuu športskoj dvorani Zrinjevac uz nazočnost 360 izaslanika i 1500 članova iz Osječko-baranjske županije. Na zahtjev slavonskih izaslanika izglasana je rezolucija po kojoj se podržao prosjved hrvatskih prognanika i tražilo isključenje mogućnosti produženja mandata UNPROFOR-u bez njihova razmještanja na hrvatskim granicama. U novoj Programskoj povelji MHDZ se zalaže za približavanje Europskoj uniji s dugoročnim ciljem članstva u njoj, te se tražilo osnivanje Ureda za kontrolu monopola i kartela i tražilo djelomičnu reviziju upitnih pretvorbi. Na Konvenciji se po prvi puta Franjo Tuđman u ulozi predsjednika HDZ-a obratio stranačkom podmlatku. Izabrano je novo vodstvo, a za nacionalnog predsjednika ponovno je izabran Mario Kapulica, glavni tajnik postaje Zdeslav Milas.

Na toj Konvenciji usvojen je zaključak o konfederalnom odnosu s Mladeži HDZ Bosne i Hercegovine, u skladu s tada po Washingtonskom sporazumu predviđenom konfederalnom odnosu s Federacijom Bosne i Hercegovine. Na prvoj Konvenciji Mladež HDZBiH u Mostaru potpisan je sporazum, čime su te dvije organizacije imale zajednička tijela, a predsjednik MHDZ BiH po položaju postaje jedan od nacionalnih dopredsjednika. Za prvog predsjednika MHDZ BiH izabran je Zoran Tomić.
Pored unutarnjo-političkih tema MHDZ pokrenula je niz okruglih stolova u borbi protiv narkomanije i alkoholizma,   plakatnu kampanju upozorenja na opasnosti od AIDS-a, te pokreće svoje glasilo "Hrvatski Junior" i zalaže se za osnivanje stranačke zaklade. U svibnju 1995. članova HDZ-a mlađih od 30 godina ima 60.868, a djelatnih članova MHDZ-a 28.891. U Hrvatskoj, organizacija tada broji 142 gradske i općinske organizacija, u inozemstvu 36, a u Bosni i Hercegovini 53 općinskih organizacija.

Međunarodna suradnja i Zakon o studentskom zboru
Dok je HDZ imala sve veće probleme u međunarodnim odnosima, pa i unutar europskih konzervativnih stranaka poput Europske demokratske unije (kratica "EDU"), MHDZ uspjela je razvijati dobru suradnju s njemačkim podmlatkom CDU-a i CSU-a Junge Union, austrijskim ÖVP-a (Junge Volkspartei) i mađarskim Mladeži Demokratskog foruma (Ifjúsági Demokrata Fórum). Godine 1992. postaje punopravnom članicom europske krovne konzervativne mladeži Zajednica demokratske mladeži Europe (Democrat Youth Community of Europe, DEMYC), u travnju 1994. nakon što je najutjecajnija članica američke Mladeži Republikanske stranke (Young Republicans) dala svoju suglasnost, na Kongresu u Ateni MHDZ postaje i članica svjetske organizacije konzervativne i demokršćanske mladeži (International Young Democrat Union, IYDU). Također postaje i članica europskih mladih demokršćana (European Young Christian Democrats, EYCD), koja 1997. postaje Mladež Europske pučke stranke (Youth of the European People's Party, YEPP).
MHDZ 1. svibnja 1996. kao prvi politički podmladatak pokreće vlastitu Internet stranicu. Godinu dana poslije uz suradnji sa Zakladom hrvatskog državnog zavjeta pokreće projekt "HDZ na Internet",  te 10. travnja 1997., a uoči lokalnih izbora, Franjo Tuđman u Glavnom tajništvu HDZ-a pušta u promet stranačku Internet stranicu.
Iste godine MHDZ u suradnji sa studentskim udrugama pokreće javnu raspravu o osnivanju Studentskog zbora, zamišljenu kao predstavničku instituciju studenata na hrvatskim Sveučilištima i Fakultetima. U lipnju 1996. saborski zastupnik HDZ-a Mario Kapulica predstavio je u Saboru Republike Hrvatske nacrt Zakona o studentskom zboru, te ga je Zastupnički dom izglasao. Na 3. Konvenciji održanoj u Splitu 26. i 27.7.1996., pod geslom "Egzistencija mladih - budućnost drzave" naglasak je stavljen na gospodarsku i socijalnu politiku, posebno po pitanju zapošlavanja i stambenog zbrinjavanja mladih, te obnovu sela. Na toj Konvenciji Kapulica po treći puta izabran je za predsjednika, a Pavo Gagulić postaje glavni tajnik.

Smjena generacije
Četvrta Konvencija održana je u Zagrebu 8. i 9. svibnja 1998. pod geslom "Demokracija i odgovornost". Ozračje Konvencije bila je zasjenuta smrti ministra obrane Gojka Šuška, koji je u redovima podmlatka uživao veliku potporu. Izborom novog vodstva organizacije izvršena je smjena generacije. Za novog nacionalnog predsjednika izabran je Krunoslav Gašparić, Mario Kapulica izabran je za predsjednika Nacionalnog odbora, a Orlando Medo za glavnog tajnika.
U Parizu 1. svibnja 1999. na 18. Kongresu DEMYC-a međunarodni tajnik MHDZ Neven Ferenčić izabran je za dopredsjednika te europske multilaterale. Dana 5. lipnja 1999. na skupu MHDZ pod geslom "Pobjednička generacija" pred 4000 izaslanika u Košarkaškom centru Dražen Petrović već vidno bolesni predsjednik HDZ-a Franjo Tuđman održao je svoj zadnji govor svojoj stranačkoj mladeži. U dvorani punoj emocionalnog naboja osjetilo se da uskoro dolazi novo vrijeme.

### Uloga Mladeži u unutarstranačkim sukobima HDZ-a (2000. – 2002.)
Pobuna stranačke baze i izbor Ive Sanadera za predsjednika HDZ-a
Smrt prvog hrvatskog predsjednika Franje Tuđmana i poraz na parlamentarnim izborima 3. siječnja 2000. označavao je početak novog političkog doba u Hrvatskoj, pa time i u samoj Hrvatskoj demokratskoj zajednici. Ipak su iz redova Mladeži, Ivica Tafra i Krunoslav Gašparić postali saborski zastupnici. Dva dana poslije Vladimir Šeks izabran je za vršitelja dužnosti predsjednika HDZ-a. Opća pobuna stranačke baze protiv tadašnjeg Predsjedništva HDZ-a i previranja unutar HDZ-a nije ni poštedila stranačku mladež. U frakcijskom sukobu između Vladimira Šeksa i Ivića Pašalića veći dio vodstva i županijskih organizacija MHDZ-a priklonilo se Iviću Pašaliću. Na povijesnom 5. Općem Saboru HDZ-a održanom 29. i 30. travnja 2000. većina je pak izaslanika Mladeži za novog predsjednika HDZ-a podržala Ivu Sanadera, koji je dobio 70% potpore svih juniorskih i seniorskih izaslanika na Saboru. Među mladim aktivistima prevladao je strah od raspada stranke, a u općoj javnosti i u stranačkoj javnosti smatralo se da je Ivo Sanader najmanje kompromitiran kandidat. 

Napetosti između novog vodstva HDZ-a i Mladeži HDZ-a rastu
Na ponovljenim izborima za Skupštinu Grada Zagreba HDZ dobiva svega 12% glasova. Dana 3. lipnja 2000. održana je u Novom Zagrebu 5. Konvencija MHDZ-a, na kojoj je gost bio novoizabrani predsjednik Ivo Sanader. Za nacionalnog predsjednika izabran je ponovno Krunoslav Gašparić. Sanader vodstvu Mladeži zamjera lobiranje za poraženu kandidatkinju Ljerku Mintas-Hodak. HDZ narednih mjeseci proživljava neugodna prozivanja, a i u redovima MHDZ-a broj aktivista se smanjuje. Mnogo visoki dužnosnici napuštaju HDZ. Pad rejtinga HDZ-a traje sve do prosinca 2000. kada ta stranka ostvaruje iznenadno dobrar rezultat za Vijeće gradskih četvrti Grada Zagreba, tj. 20,75% glasova. Kampanju je vodio mladi dužnosnik Pavo Gagulić, koji je obnašao dužnost tajnika Gradskog odbora, a od travnja do studenoga 2002. i predsjednika Gradskog odbora HDZ-a. 

Predsjednik Mladeži na stegovnom sudu
U proljeće 2001. na Nacionalnom odboru MHDZ-a Krunoslav Gašparić daje ostavku, a za novog nacionalnog predsjednika izabran je Tonči Zoričić iz Splita. Zoričić unosi živahnost u već demotiviranoj organizaciji, ali i potiće političke rasprave orijentacije stranke. Tek što je postao nacionalni predsjednik Mladeži HDZ-a, Ante Zoričić dospio je u središte pozornosti političke javnosti, i to nakon što je predsjednik stranke Ivo Sanader protiv njega pokrenuo stegovni postupak. Sanader je zamjerio Zoričiću što se usudio napisati pismo kojim vodstvo stranke poziva da pozdrave nazočne na sastanku sa Središnjim nacionalnim stožerom za obranu digniteta Domovinskog rata, smatrajući da se time nanosi šteta stranci i daje argument vlasti za tvrdnje da HDZ zapravo stoji iza Stožera i njegovih akcija. Kad je pismo dospjelo u medije, stranka se počela baviti pitanjem tko je novinarima dao pismo, a Zoričić je završio na stegovnom postupku.
U pozadini je unutarstranački sukob između Ive Sanadera i Ivića Pašalića postao sve snažniji, a Mladež HDZ-a je otvoreno podržala Ivića Pašalića. U HDZ-u vodila se mjesecima žestoka pozicijska borba oko namjere Sanadera da iz članstva HDZ-a isključi Zoričića, a od Mladeži i Pašalića da se stegovni postupak ukine. Konačno, uoči priprema za 7. Opći sabor HDZ-a stegovni postupak je povučen.

Povijesni 7. Opći sabor HDZ-a i raspuštanje Mladeži
Nakon što je Ivić Pašalić obvjavio svoju kandidaturu za predsjednika stranke vodila se oštra borba za svakog izaslanika. Mladež HDZ je u ogromnoj većini podržala kandidaturu Pašalića, osim Osječko-baranjske Mladeži HDZ, koja je pak pod utjecajem Branimira Glavaša otvoreno podržala Ivu Sanadera. 
Dana 21. i 22. travnja 2002. održan je 7. Opći sabor HDZ-a. Po prvi puta u povijesti HDZ-a, Sabor stranke nisu čuvali stranački redari, nego zaštitari Borbaši, koji su u organizaciji Branimira Glavaša došli iz Osijeka. Na ulazima mnogi izaslanici iz dijaspore, koji su podržali Ivića Pašalića nisu bili na popisu izaslanika i nisu mogli ući u Koncertnu dvorani Vatroslav Lisinski. U vrlo napetoj atmosferi Ivo Sanader dobio je 51%, Ivić Pašalić 47%, a Maja Freundlich 2% glasova. Ivo Sanader pobijedio je, a poraženi Ivić Pašalić priznao je poraz, no dva mjeseca poslije javno je optužio Ivu Sanadera za manipulaciju glasovima. Od potpredsjednika, Andrija Hebrang dobiva najviše glasova, a ostala dva potpredsjednika izabrani su s Pašalićeve liste, i to Božidar Kalmeta i Ivan Šuker. Vladimir Šeks doživio je neugodan poraz i nije izabran za potpredsjednika stranke.
Dana 26. svibnju 2002. održava se 6. Konvencija MHDZ u Rijeci, na koje Ivić Pašalić traži od Tonči Zoričića da se više ne kandidira, te za nacionalnog predsjednika ponovno bude izabran Krunoslav Gašparić. Na samoj Konvenciji nije se odazvao predsjednik HDZ Ivo Sanader, nego Ivić Pašalić, te Sanader poslije nije priznao izbor novog vodstva. Unutar organizacije Mladeži već su se pokazali znakovi otvorenog sukoba. Tadašnji nacionalni dopredsjednik Ivan Drmić koji je podupirao Branimira Glavaša, a time i Ivu Sanadera uspio je dobiti podršku jedne trećine izaslanika, ali nije uspio spriječiti izbor novog vodstva.
Na Središnjem odboru održanom 15. lipnja 2002. Sanader uspjeva razrješiti Ivića Pašalića s dužnosti ravnatelja Zaklade hrvatskog državnog zavjeta, te time gubi članstvo u Središnjem odboru. Ivo Sanader je pobijedio, a dio Pašalićevih ljudi priznali su Sanadera za novog šefa stranke. Pod točkom "razno" Sanader je iskoristio pobjedu i predložio kompletno raspuštanje svih tijela i razina organizacije Mladeži HDZ-a. Tom odlukom više od 3.000 dužnosnika MHDZ-a u Hrvatskoj i dijaspori gube svoju dužnost. Na hrvatskoj stranačko-političkoj sceni dogodio se jedinstveni primjer da matična stranka raspušta svoju mladež.  Nakon 12 godina postojanja prestao je pravni kontinuitet organizacije MHDZ.

### MHDZ u doba Ive Sanadera (2002. do 2009.)
Dana 30. studenoga 2002. pod geslom "Snaga za novo vrijeme" održana je obnoviteljska, 7. Konvencija Mladeži HDZ-a u dvorani Globus na Zagrebačkom Velesajmu koja je okupila 1000 izaslanika Mladeži iz Hrvatske i iseljeništva. Za nacionalnu predsjednicu izabrana je Margareta Kosec. Na Konvenciji je nazočio predsjednik HDZ-a Ivo Sanader. Konvencija je usvojila dokument pod nazivom Stajališta MHDZ o približavanju EU.
Na Zagrebačkom Velesajmu u kongresnoj dvorani «Globus» 30. listopada 2004. održana je 8. Konvencija Mladeži pod sloganom «Snaga moderne hr.www.atske «. Na Konvenciji su nazočili uz predsjednika stranke i premijera Ivu Sanadera, kompletan stranački i državni vrh. Za nacionalnu predsjednicu MHDZ-a opet je izabrana Margareta Mađerić (prije udaje Kosec).
Na Konvenciji su bili i predstavnici konzervativnih mladeži, MSDS-a Bugarske, Fidelitasa i IDF-a iz Mađarske, NSI i Nove Generacije iz Slovenije, te iz MHDZ Bosne i Hercegovine. 
Nakon istupanja Branimira Glavaša iz HDZ-a, kompletna županijska organizacija Osječko-baranjske županije i glavni tajnik MHDZ prelazi u novoosnovani Hrvatski demokratski savez Slavonije i Baranje (HDSSB). Na Nacionalnom odboru 30. travnja 2005. MHDZ postavlja nove dužnosnike, donosi novu Programsku deklaraciju i Europsku povelju, u kojemu MHDZ podupire vladinu politiku Ive Sanadera.
Na 9. Konvenciji održanoj 10.veljače 2007. na Zagrebačkom Velesajmu Mislav Banek postaje predsjednik MHDZ-a, te ponovno biva izabran na 10. Konvenciji 14. ožujka 2009.

### MHDZ u doba Jadranke Kosor (2009. do 2012.)
MHDZ uključuje se u kampanju predsjedničkog kandidata HDZ-a Andrije Hebranga. Nakon istupa počasnog predsjednika Ive Sanadera 3. siječnja 2010. i njegove kritike na ne ulazak kandidata HDZ-a u drugi krug predsjedničkih izbora i najave reaktiviranja u stranci, Predsjedništvo stranke ga dan poslije isključuje iz članstva. Za odluku glasuje i predsjednik Mladeži Mislav Banek.

Dana 5. siječnja Predsjedništvo MHDZ objavljuje priopćenje za medije u kojem se podržava odluka predsjednice Jadranke Kosor i Predsjedništva HDZ-a o isključenju Ive Sanadera iz stranke: MHDZ "oštro osuđuje pokušaj puča bivšeg predsjednika HDZ-a dr. Ive Sanadera. Smatramo da je potpuno neprimjeren, nedopustiv način manipulacije pojedinim dužnosnicima HDZ-a gdje ih se prijevarom pozvalo na sastanak, izmanipuliralo i u najmanju ruku izložilo nedemokratskom ponašanju."

Unatoč javnoj podršći predsjednici stranke Jadranke Kosor u medijima je procurila informacija da će Mislav Banek zbog tihe podrške Ivi Sanaderu biti smjenjen s dužnosti nacionalnog predsjednika. Na 11. Konvenciji održanoj 6. ožujka 2010. u Velikoj Gorici za novu predsjednicu izabrana je zamjenica glasnogovornika Vlade RH Martina Banić.

### MHDZ u doba Tomislava Karamarka (2012. do 2016.)
Na stranačkom Saboru Hrvatske demokratske zajednice održanom 21. svibnja 2012., većina izaslanika stranačke mladeži podržala je Tomislava Karamarka za novog predsjednika HDZ-a. Na 12. Konvenciji MHDZ održanoj 28. listopada 2012. u Hotelu Antunović u Zagrebu izabrano je novo Predsjedništvo i Nacionalni odbor, a dosadašnji glavni tajnik Josip Bilaver postao je predsjednikom Mladeži.

## Ustrojstvo organizacije

### Nacionalna organizacija
Ustrojstvo organizacije određuje se Pravilnikom (=Statutom) MHDZ. Mladež HDZ ustrojena je na područnom načelu. Nacionalna organizacija sastoji se od županijskih i inozemnih organizacija. Do lipnja 2002. nacionalna tijela bila su:
1. Konvencija
2. Nacionalni odbor
3. Predsjedništvo
4. Glavni Stan
5. Visoki sud časti
6. Nadzorni odbor

Od studenoga 2002. nacionalna tijela MHDZ su:
1. Konvencija
2. Nacionalni odbor
3. Predsjedništvo
4. Nadzorni odbor

Na čelu organizacije je nacionalni predsjednik, on zastupa MHDZ. Glavni tajnik operativni je šef organizacije. Uz njih Predsjedništvo čine 3-5 nacionalnih dopredsjednika, međunarodni tajnik, rizničar, tajnik za iseljeništvo (do 2002.), predsjednik Nacionalnog odbora (od 1996.), predsjednik studentske organizacije i predsjednik gradske organizacije Grada Zagreba. 
Od 2012. najviše tijelo zove se Sabor.
Sabor bira Predsjedništvo i 37 članova Nacionalnog odbora. U Nacionalnom odboru članovi su po polažaju i županijski predsjednici MHDZ, tj. predsjednici županijskih organizacija MHDZ.

### Područne organizacije i zasebne zajednice
Unutar županijske organizacije ustrojene su gradske i općinske organizacije. Njih vode dotični županijski-, gradski- odnosno općinski odbor. Po potrebi se ustrojavaju i temeljni ogranci.
U inozemstvu MHDZ djeluje u skladu s dotičnim propisima zemlje. U svakoj državi gdje postoji ogranak ustrojava se Koordinacijski odbor. Važne inozemne organizacije su u Njemačkoj, Austriji i Švicarskoj, Australiji i Kanadi.  Mladež HDZ Bosne i Hercegovine odvojena je organizacija i djeluje u sustavu HDZ Bosne i Hercegovine. 
Zasebne zajednice unutar Mladeži HDZ-a su: 
- Zajednica studenata
- Zajednica učenika
- Zajednica povratnika-iseljenika

### Konvencije (od 2014. Sabor)
Konvencija je sabor organizacije i najveće je njeno tijelo. Ona donosi programske povelje, politička stajališta, donosi Pravilnik, tj. statut MHDZ, te neposredno bira tajnim glasovanjem nacionalne dužnosnike te organizacije. Od 1992. održane su svake dvije godine redovne Konvencije, osim u 2002. kada su održane dvije Konvencije. Nakon promjena naziva najvišeg stranačkog tijela u "Sabor", na zasjedanju 2014. održan je pod nazivom "Opći sabor", ali je istodobno nastavljeno označavanje brojanja svih dosadašnjih konvencija.
1. Pula, 2., 3. i 4. srpnja 1992., teme: učvršćenje hrvatske države, hrvatski gospodarski prostor
2. Osijek, 7., 8 i 9. srpnja 1994., teme: prava branitelja, povratak prognanika, Hrvati u BiH
3. Split, 26. i 27. srpnja 1996., geslo: Egzistencija mladih - budućnost drzave
4. Zagreb, 8. i 9. svibnja 1998., geslo: Demokracija i odgovornost
5. Zagreb, 3. lipanj 2000., geslo: Pobjednička generacija
6. Rijeka, 26. svibnja 2002., geslo: Nova generacija za bolju Hrvatsku
7. Zagreb, 30. studenoga 2002., geslo: Snaga za novo vrijeme
8. Zagreb, 30. listopada 2004., geslo: Snaga moderne hr.www.atske
9. Zagreb, 10. veljače 2007., geslo: Snaga ovog vremena
10. Zagreb, 14. ožujka 2009., geslo: Mladež koja zna
11. Velika Gorica, 6. ožujka 2010., geslo: Snaga za hrvatsku budućnost
12. Zagreb, 28. listopada 2012.
13. Zagreb, 20. rujna 2014.

## Čelnici MHDZ
U organizacijskoj hijerarhiji najviši dužnosnik je nacionalni predsjednik, a drugi po redu je glavni tajnik. Treći dužnosnik po redu je prvi dopredsjednik, koji je među nacionalnim dopredsjednicima dobio najveći broj glasova na konvenciji i zamjenjuje predsjednika u slučaju sprječenosti ili ostavke. Umjesto prvog dopredsjednika,  od 2010., uvedena je institucijalna dužnost zamjenika predsjednika. Četvrti u hijerarhiji je predsjednik Nacionalnog odbora, ova dužnost uvedena je 1998.
| Mandat                               | Nacionalni predsjednik                                                 | Glavni tajnik                                                     | Prvi dopredsjednik    |
| ------------------------------------ | ---------------------------------------------------------------------- | ----------------------------------------------------------------- | --------------------- |
| Povjerenstvo rujan 1990.             | Mario Kapulica                                                         | Ilija Zelić (1991.)                                               | Tomislav Vukojević    |
| 1. Konvencija srpanj 1992.           | Mario Kapulica                                                         | Artur Gedike                                                      | Ante Baković          |
| 2. Konvencija srpanj 1994.           | Mario Kapulica                                                         | Zdeslav Milas                                                     | Ante Baković          |
| 3. Konvencija srpanj 1996.           | Mario Kapulica                                                         | Pavo Gagulić (do srpnja 1997.) Zdeslav Milas (od rujna 1997.)     | Zdeslav Milas         |
| 4. Konvencija svibanj 1998.          | Krunoslav Gašparić                                                     | Orlando Medo                                                      | Zdeslav Milas         |
| 5. Konvencija svibanj 2000.          | Krunoslav Gašparić (do travnja 2001.) Tonči Zoričić (od travnja 2001.) | Orlando Medo                                                      | Tonči Zoričić         |
| 6. Konvencija svibanj - lipanj 2002. | Krunoslav Gašparić (svega 19 dana)                                     |                                                                   |                       |
| raspuštena                           | bez vodstva                                                            |                                                                   |                       |
| 7. Konvencija studeni 2002.          | Margareta Mađerić (Kosec)                                              | Ivan Drmić                                                        |                       |
| 8. Konvencija listopad 2004.         | Margareta Mađerić (Kosec)                                              | Davor Boras (do travnja 2005.) Patricio Petrić (od travnja 2005.) |                       |
| 9. Konvencija veljače 2007.          | Mislav Banek                                                           | Katarina Marković                                                 | Martina Banić         |
| 10. Konvencija ožujak 2009.          | Mislav Banek                                                           | Josip Bilaver                                                     | Martina Banić         |
| Mandat                               | Nacionalni predsjednik                                                 | Glavni tajnik                                                     | Zamjenik predsjednika |
| 11. Konvencija ožujak 2010.          | Martina Banić                                                          | Josip Bilaver                                                     | Ante Tapalović        |
| 12. Konvencija listopad 2012.        | Josip Bilaver                                                          | Pere Semren                                                       | Marin Babarović       |
| 13. Opći sabor rujan 2014.           | Josip Bilaver                                                          | Andrej Tolušić                                                    | Ivana Župan           |
| 14. Opći sabor prosinac, 2018.       | Ivan Vidiš                                                             | Antonio Lozančić                                                  | Ivica Rakušić         |
| 16. Opći sabor prosinac 2021.        | Maksimilijan Šimrak                                                    | Judita Emić                                                       | Domagoj Ćorić         |

## Saborski zastupnici MHDZ-a
- 1. saziv 1990. – 1992.: Andro Krstulović-Opara, Davor Lasić, Artur Gedike
- 2. saziv 1992. – 1995.: bez zastupnika
- 3. saziv 1995. – 1999.: Mario Kapulica, Dragan Kovačević
- 4. saziv 2000. – 2003.: Krunoslav Gašparić, Ivica Tafra (2002. prelaze u Hrvatski Blok)
- 5. saziv 2003. – 2007.: Ivan Drmić (2005. prelazi u HDSSB)
- 6. saziv 2008. – 2011.: Željana Kalaš
- 7. saziv 2011. – 2015.: Martina Banić
- 8. saziv 2015. – 2016.: Josip Bilaver, Ivan Radić
- 9. saziv 2016. – 2020.:
- 10. saziv 2020. – 2024.:
- 11. saziv 2024. – :

Napomena: Saborski zastupnici u prvom sazivu Hrvatskog sabora izabrani su kao predstavnici studenata u tadašnjem VUR (Vijeću udruženog rada) Sabora SRH: Andro Krstulović-Opara (zastupnik studenata Sveučilišta u Zagrebu), Artur Gedike (zastupnik studenata Sveučilišta u Osijeku), Davor Lasić (zastupnik studenata Sveučilišta u Splitu).

## Glasila MHDZ-a
Glasilo MHDZ je Glasnik Mladeži HDZ-a. 

### Bilten MHDZ(1993. – 1995.)
Prvi broj glasila Mladeži HDZ-a pod nazivom Bilten MHDZ objavljen je u siječnju 1993. i bio je namijenjen isključivo članstvu u iseljeništvu. U svibnju iste godine izlazi prvi broj Bilten-a namijenjen djelatnom članstvu organizacije. Izgled glasila bio je u formatu A4 bez oglasa, fotografija ili crteža, a sadržaj strogo orijentiran na organizacijske vijesti, od 1994. pak može se pročitati komentari o aktualnoj politici, te vijesti iz Bosne i Hercegovine. Zadnji broj Bilten-a izlazi 1995.

### Hrvatski Junior(1995. – 2000.)
U ožujku 1995. Mladež HDZ pokreće svoje glasilo Hrvatski Junior namijenjeno prije svega svojem članstvu. Kvaliteta glasila se znatno poboljšala, format A3, dvobojni, vijesti su kraći, ali i mnogobrojniji. U glasilu su se mogle pročitati intervjuji hrvatskih i stranih političara, politički komentari, te događaji i najave iz života Mladeži i same stranke. Od jeseni 1997. poboljšala se kvaliteta papira i glasilo izlazi u boji te naklada dostiže 15.000 primjeraka. Glavni urednik Hrvatskog Juniora je Zdeslav Milas (1995. – 1998., osim dva ljetna broja u 1997. kada glasilo uređuje Gordan Ivan Šojat), od lipnja 1998. list uređuje Orlando Medo. Izvršna urednica svih izdanja je Marijana Kovčo. Posljednji broj Juniora izlazi godine 2000. Pored Hrvatskog Juniora izlaze i lokalna glasila stranačkog podmlatka, a Mladež HDZ BiH izdaje svoje zasebno glasilo Mladež u formatu časopisa namijenjo ne samo članstvu, nego i ostalim ciljnim javnostima (simpatizeri, novinari, HDZ-ovi dužnosnici, institucije i udruge). Godine 1997./1998. glasilo Mladež postaje također nacionalno glasilo MHDZ.

### Mladež(od 2005. – 2007.)
Godine 2005. MHDZ ponovno pokreće svoje glasilo pod nazivom Mladež. Ono je namijenjeno svojem članstvu, a sadržaj su vijesti iz rada organizacije. Mladež izlazi u časopis formatu A4 u punoj boji.

### Glasnik Mladež HDZ-a(od 2008.)
MHDZ mijenja naziv glasila u "Glasnik Mladeži Hrvatske demokratske zajednice" u obliku časopisa u punoj boji u opsegu 36 stranica, a tijekom 2008-2009. izdaje četiri broja.

## Članstvo u međunarodnim organizacijama
- Mladež Europske pučke stranke (YEPP, Youth of the European People's Party)
- Međunarodna mlada demokratska unije (IYDU, International Young Democrat Union)
- Zajednica demokratske mladeži Europe (DEMYC, Democrat Youth Community of Europe)

## Poveznice
- Mladež Hrvatske demokratske zajednice Bosne i Hercegovine
- Hrvatska demokratska zajednica
- Mladež Europske pučke stranke
- Politički podmladak

## Vanjske poveznice
- Mladež Hrvatske demokratske zajednice
- Hrvatska informacijsko-dokumentacijska referalna agencija - Hidra  Arhivirana inačica izvorne stranice od 14. listopada 2005. (Wayback Machine)